# جاري
جاري (بالإيطالية: Giarre)‏ مدينة إيطالية في مقاطعة كاتانيا في صقلية عدد سكانها 26.808 نسمة ومساحتها 27 كيلومتر مربع.

## السكان
في سنة 1861 بلغ عدد السكان 13٬265 نسمة، وتطور العدد ليصل في سنة 2011 لـ 28٬114 نسمة.
يظهر هذا المخطط البياني تطور النمو السكاني لـ جاري

## أعلام
- روزاريو روميو
- سيرجيو جاروفي